# Лубьян (Испания)
Лубьян (исп. Lubián) — муниципалитет в Испании, расположен на северо-западе провинции Самора, в составе автономного сообщества Кастилия и Леон, рядом с галисийской провинцией Оренсе у португальской границы. Граничит с комаркой Вьяна. Занимает площадь 94 км². Население, по данным на 2010 год, составляет 362 человека. Расстояние до административного центра провинции — 138 км.
В муниципалитет входят населенные пункты Асиберос, Чанос, Эдрадас, Эдросо, Лубьян и Падорнело. Его географическое положение: Лубьян примыкает к Галиции и близость к Португалии, сделало его одним из немногих двуязычных муниципалитетов провинции Самора, — его жители используют испанский и галисийский языки.
Центр Лубьяно пересекает старая дорога N-525, в настоящее время называемая ZA-106. В обход муниципалитета построены новое шоссе N-525 и A-52 или шоссе Риас-Бахас. Имеется железнодорожная станция Лубьян (не действует с июня 2013 года). В настоящее время идет строительство высокоскоростной железной дороги между Мадридом и Галицией, проходящей по территории муниципалитета, строительство каких-либо остановочных пунктов или станций на территории муниципалитета не планируется.
Лубьян последний муниципалитет паломнического маршрута из Гранады Camino Mozárabe-Sanabrés (одной из частей Пути Святого Иакова) в провинции Самора. Здесь паломники встречают первый из более чем ста разных «камней» (piedras), созданных скульптором Карбайо и расположенных вдоль всего маршрута через провинцию Оренсе.
После создания в 1833 году современных провинций Лубьян вошел в провинцию Самора, входящую, в свою очередь, в Леон.

## Население
| Год  | Численность | Численность   |
| ---- | ----------- | ------------- |
| 2001 | 367         | [ 5 ]         |
| 2002 | 354         | [ 6 ]         |
| 2004 | 362         | [ 7 ]         |
| 2005 | 352         | [ 8 ]         |
| 2006 | 371         | [ 9 ]         |
| 2007 | 377         | [ 10 ]        |
| 2008 | 395         | [ 11 ]        |
| 2009 | 377         | [ 12 ]        |
| 2010 | 362         | [ 13 ]        |
| 2011 | 354         | [ 14 ]        |
| 2012 | 358         | [ 15 ]        |
| 2013 | 351         | [ 16 ]        |
| 2014 | 342         | [ 17 ]        |
| 2015 | 345         | [ 18 ]        |
| 2016 | 326         | [ 19 ]        |
| 2017 | 313         | [ 20 ]        |
| 2018 | 302         | [ 21 ] [ 22 ] |
| 2019 | 307         | [ 23 ]        |
| 2020 | 304         | [ 24 ]        |
| 2021 | 306         | [ 25 ]        |
| 2022 | 305         | [ 26 ]        |
| 2023 | 306         | [ 27 ]        |
| 2024 | 290         | [ 3 ]         |